# Rafael Tasis i Marca
Rafael Tasis i Marca (Barcelona, 9 de març de 1906 - París, 4 de desembre de 1966) fou un escriptor i polític català, llibreter i propietari d'una impremta familiar.
Va començar el 1922 col·laborant en La Mainada, dirigida per Avel·lí Artís i Balaguer, i en l'Estevet de Manuel Carrasco i Formiguera, i més endavant en La Publicitat, Mirador, Revista de Catalunya, Serra d'Or, i moltes altres.
Durant els anys trenta fou secretari general de la joventut d'Acció Catalana Republicana i en el període 1937-1938 fou nomenat director general dels serveis correccionals de la Generalitat de Catalunya. El 1939 es va exiliar a París, però va retornar el 1948. Tot i això, exercí com a corresponsal dels exiliats, col·laborant en les revistes d'exili com La Nostra Revista, Pont Blau, Quaderns de l'Exili, Vida Nova, Catalunya i d'altres amb el pseudònim de Pere Bernat o Blanquerna. Alhora, va impulsar noves idees culturals i, al front del negoci de llibreria i impremta que havia fundat son pare, va publicar traduccions de novel·les franceses i angleses, i antologies.

## Fons personal
Els hereus de Rafael Tasis van cedir la seva documentació a la Universitat Autònoma de Barcelona, quedant dipositada a la Biblioteca d'Humanitats. El fons inclou principalment manuscrits i mecanoscrits d’obra pròpia, correspondència, així com altra documentació professional i personal.

## Obres

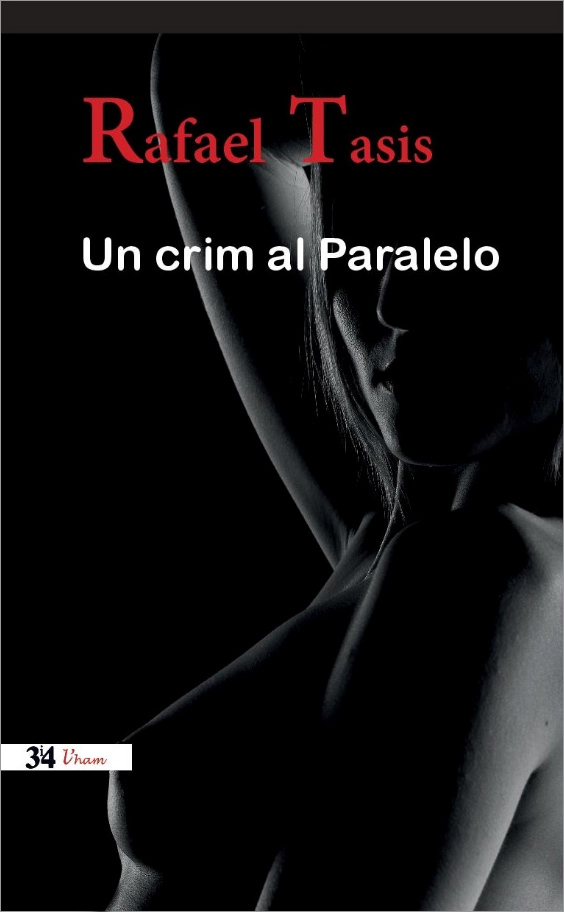
Un crim al Paralelo, ed. 2016

### Novel·la
- Vint anys (1931)
- Muntaner, 4 (anys 1940; inacabada)[4]
- Sol ponent (1953)
- La Bíblia valenciana (1955). És una novel·la detectivesca publicada per primer cop per Albertí el 1955 i considerada la primera novel·la negra de la literatura catalana. L'obra està ambientada a la Barcelona de la dècada de 1930 i que té com a protagonistes principals la parella formada pel comissari Jaume Vilagut i el periodista Francesc Caldes, que també apareixeran en altres novel·les de Tasis.[5] El noble arruïnat Gustau de Catllar és trobat mort al seu pis del Barri Gòtic després, segons sembla, d'haver-se suïcidat. Tanmateix, es descobreix ben aviat que es tracta d'un crim encobert, que el comissari Jaume Vilagut i el seu amic periodista Francesc Caldes comencen a investigar. La seva cerca els porta a introduir-se en el comerç dels antiquaris de Barcelona i a descobrir una trama que inclou Carme Rivolet, l'antiga amant del noble, ara promesa amb Felip Molins, nebot d'un dels milionaris més excèntrics de Barcelona, Carles Valls, freturós d'adquirir l'únic exemplar de la Bíblia Valenciana traduïda per Bonifaci Ferrer el 1478 que s'havia pogut salvar de la crema de la Inquisició.[5] Intervé també en la trama el llibreter Ramon Sauleda i la seva filla Elionor. A la nit següent de la compra, però, també Carles Valls apareix mort a causa del que sembla una caiguda aparatosa. Mentre que Vilagut i Caldes intenten trobar un motiu i la possible relació entre els dos crims, una tercera mort acabarà per desvelar el misteri. La novel·la policíaca és un gènere que va començar a aparèixer a les lletres catalanes a principis del segle xx, arran de l'èxit de les traduccions de Sherlock Holmes i que va tenir un pes important a la dècada de 1930.[5] La Bíblia valenciana, tot i que publicada el 1955, va ser escrita per Tasis el 1944, mentre l'escriptor vivia el seu exili a París, i s'hi fa esment d'un cas de Vilagut, el del carrer de la Riereta, que serà el nus argumental de la novel·la posterior Un crim al Paralelo (1960). La Bíblia valenciana se situa, com altres obres de Tasis amb Vilagut i Caldes de protagonistes, a la Barcelona de 1934, quan la Generalitat de Catalunya tenia competències en ordre públic i era possible l'existència d'un comissari com Jaume Vilagut. La novel·la està ambientada principalment al barri de la Catedral (Barri Gòtic), que era, a diferència d'avui en dia, un barri força tranquil en què no solia produir-se cap crim important.[5] La novel·la està escrita en un català normatiu, influït pels corrents modernistes i noucentistes, que malda per allunyar-se de les formes col·loquials i dels errors de procedència disglòssica, cosa per la qual el to pot semblar un pèl artificiós per al lector actual.[5]
- És hora de plegar (1956)
- Abans-d'ahir (1956)
- A reculons (1957)[6]
- Un crim al Paral·lel (1960)
- Tres (1962)

### Història i crítica
- Una visió de conjunt de la novel·la catalana (1935)
- Barcelona, capital d'Espanya (1938)
- Històries de coneguts (1945)
- La vida del rei en Pere III (1954)
- La novel·la catalana (1954)
- Joan I, rei, caçador i músic (1958)
- Barcelona. Imatge i història d'una ciutat (1962)
- Història de la premsa catalana (1966), coautor Joan Torrent
- Amèrica del Nord, avui (1967)

### Teatre
- Volpone, o la guineu, original de Ben Jonson, amb traducció de R.Tasis (1957)
- Un home entre herois, tragicomèdia en 3 actes (1958)
- La sala d'estar, original de Graham Greene, amb traducció de R.Tasis (1962)
- El fatxenda del món occidental, original de John Millington Synge, amb traducció de R.Tasis
- Paral·lel 1934, coautor Josep Maria Poblet

### Obres presentades als Jocs Florals de Barcelona
- Esparses d'un dia de forada (1924)[7]
- Cançons humils (1924)[8]
- Setmana Santa (1924)[9]
- Poema nou del món i l'esperit (1924)[10]
- Estampes ciutadanes (1924)[11]

### Adaptacions
- Aventures de Romà Kalbris, 1959, adaptació de Romain Kalbris, d'Hector Malot